# Henry James
Henry James (15. dubna 1843, New York – 28. února 1916, Londýn) byl americký spisovatel a kritik. Od roku 1876 žil trvale v Londýně.

## Život

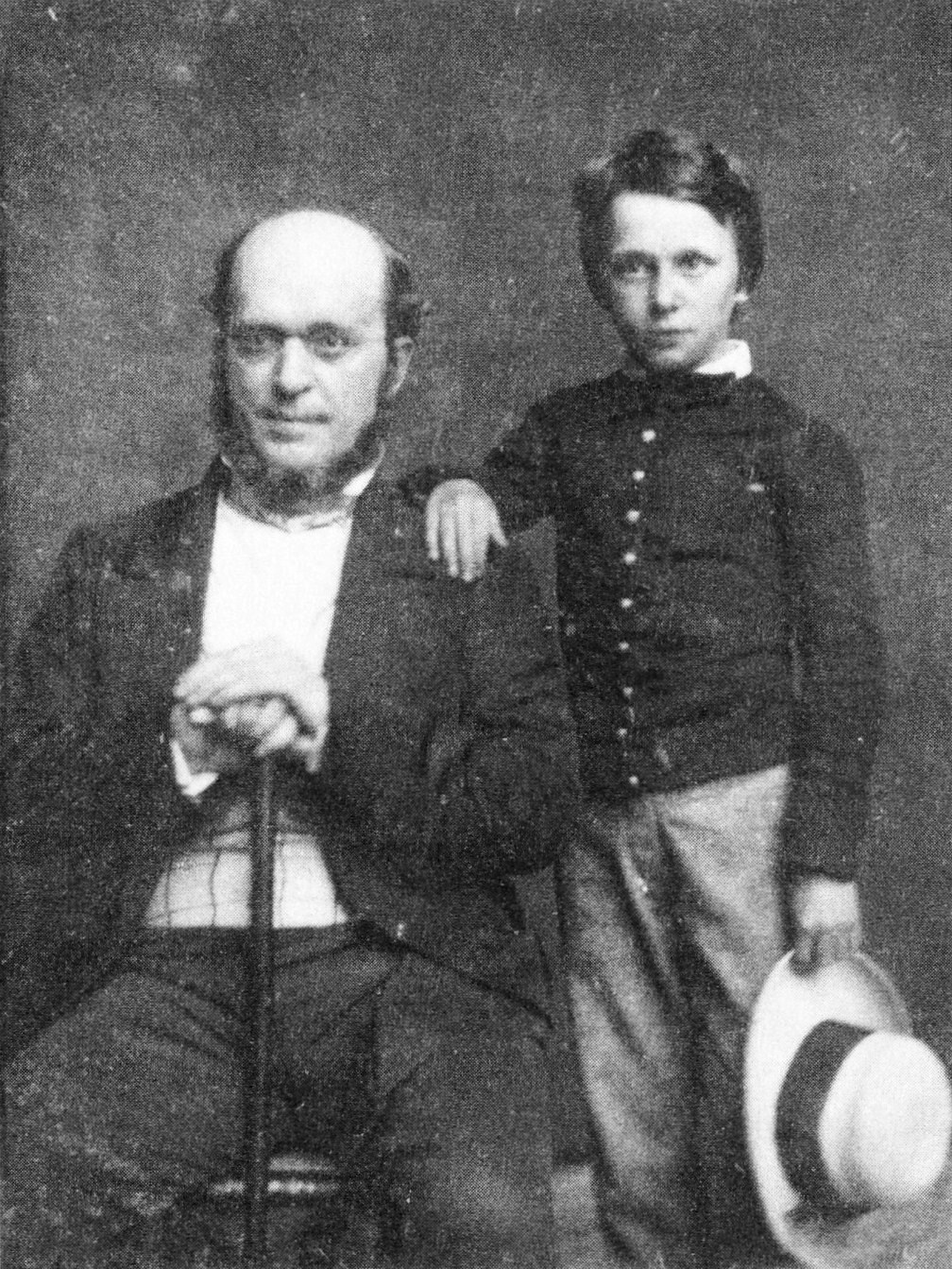
Osmiletý Henry James se svým otcem, daguerrotypie Mathewa Bradyho z roku 1851

Narodil se v rodině myslitele a teologa Henryho Jamese staršího (1811–1882), kterému bohaté dědictví umožnilo žít podle vlastních představ. Měl tři bratry, z nichž starší bratr William se stal významným psychologem, a sestru Alici (1848–1892), jejíž deníky, vydané dlouho po její smrti (1934, 1964), způsobily ve své době značný rozruch, protože v nich ostře komentovala britský styl života i jmenovitě konkrétní osoby.
V létě roku 1855 odcestovala celá rodina do Evropy. Dětem se dostávalo vzdělání od domácích učitelů a Henry krátkodobě navštěvoval školy v různých místech Evropy (Ženeva, Londýn, Paříž, Bologna, Bonn). Vedle toho intenzivně četl francouzskou, anglickou a ruskou literaturu (Honoré de Balzac, Samuel Richardson, Charles Dickens, William Makepeace Thackeray a další.)
V roce 1862 se přihlásil ke studiu práv na Harvardově univerzitě, ale nedokončil ho. Vrátil se do Evropy. V Londýně se setkal s řadou osobností (například Dante Gabriel Rossetti, John Ruskin, Charles Darwin ad.). Cestoval po Francii a Itálii a v roce 1875 se usadil v Paříži. Zde se spřátelil s Ivanem Sergejevičem Turgeněvem. Ten jej uvedl do společnosti pařížských spisovatelů, jako byli: Gustave Flaubert, Émile Zola, Alphonse Daudet, Guy de Maupassant nebo Edmond de Goncourt.
Následujícího roku James odjel do Londýna, kde se nakonec usadil. Pravidelně odmítal návrhy na ženění a prohlásil se za „starého mládence“. F. W. Dupee v literárních pracích o rodině Jamesových napsal, že byl zamilovaný do své sestřenice Mary („Minnie“) Templeové, ale měl neurotický strach ze sexuálního sblížení. Dupee se inspiroval epizodou z Jamesových memoárů (Malý chlapec a další). Jamesova originální povaha se stala literární inspirací pro několik knih jeho kolegů, například H. G. Wellse nebo Joyce Carol Oatesové.
Jako projev loayality ke své druhé vlasti a rovněž jako protest proti otálení Spojených států se vstupem do první světové války se v červenci 1915 přihlásil k britskému občanství.
V prosinci 1915 jej postihl záchvat mrtvice, na jehož následky v únoru 1916 v Londýně zemřel. Jeho tělo bylo zpopelněno a popel uložen na hřbitově v Cambridge, Massachusetts.

## Dílo

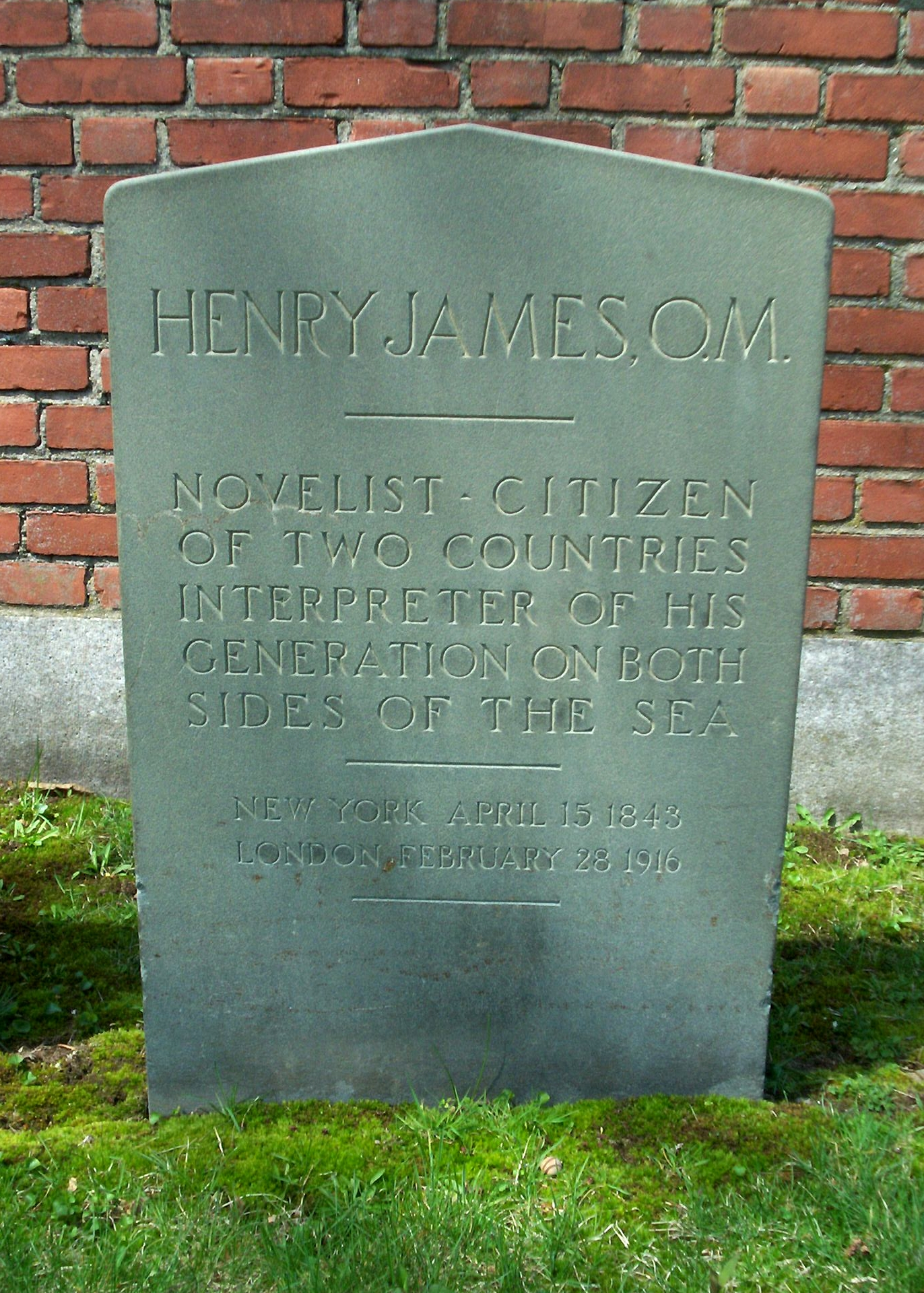
Hrob Henryho Jamese v Cambridge, Massachusetts

První povídku Tragédie omylu (A Tragedy of Error, 1864) otiskl roku 1864 anonymně v únorovém čísle magazínu The Continental Monthly (k dispozici online). Od roku 1865 přispíval pravidelně do magazínu The Atlantic Monthly. Ve své tvorbě byl podporován kritikem a spisovatelem Williamem Deanem Howellsem.
Ve svých románech se zabývá především psychologickým studiem lidí z různých společenských vrstev. Napsal kolem 100 povídek, cestopisných črt a divadelních her. Zabýval se též literární kritikou.

### Romány
- Roderick Hudson (1876) – román o americkém sochaři z prostředí americké komunity v Římě
- Američan (The American, 1877) – první americký realistický román, střet americké a evropské kultury
- Evropané (The Europeans, 1878)
- Washingtonovo náměstí (Washington Square, 1881)
- Portrét dámy (The Portrait of a Lady, 1881)
- Bostoňané (The Bostonians, 1886) – kontrast mezi anglickou a americkou povahou, dílo propadlo
- Princezna Casamassima (The Princess Casamassima, 1886)
- Co všechno věděla Maisie (What Maisie Knew, 1897)
- Vyslanci (The Ambassadors, 1903)[2]
- Holubičí křídla (The Wings of the Dove, 1902)
- Zlatá mísa (The Golden Bowl, 1904)

### Novely
- Daisy Millerová (Daisy Miller, 1878) – příběh naivní Američanky, která je díky neuváženému vztahu s Italem vyloučena z americké komunity v Římě
- Listiny Aspernovy (The Aspern Papers, 1888)
- V kleci (In the Cage, 1898) – příběh mladé londýnské telegrafistky, která si podle textů telegramů a vystupování zákazníků vytváří iluzi romantického života vyšší společnosti.
- Utažení šroubu (The Turn of the Screw, 1898) – hororový příběh o vychovatelce, která propadne iluzi, že její svěřence pronásledují duchové.[p 1]
- Šelma v džungli (The Beast in the Jungle, 1903)

### Další díla
V devadesátých letech napsal i sedm divadelních her, z nichž dvě byly inscenovány.
Je rovněž autorem řady kritik a studií o spisovatelích. Své názory na literární tvorbu vyjádřil v předmluvách k vydání svých sebraných spisů v letech 1907–1909. Následující generace anglických spisovatelů jeho dílo i názory ostře kritizovala. Například Herbert George Wells mu vyčetl, že se nezabývá ničím mimo hrdinovo nitro, že zcela pomíjí společenské a sociální otázky.
Napsal autobiografii:
- A Small Boy And Others, 1913
- Notes Of A Son And Brother, 1914
- The Middle Years – třetí díl vydán posmrtně 1917